# Mitragyna inermis
Mitragyna inermis es una especie de planta perteneciente a la familia de las rubiáceas. Se distribuye por el África tropical.

## Descripción
Es un árbol que alcanza los 23 m de altura, que se encuentra en la selva tropical y en la sabana desde Guinea a Sudán, generalmente en sitios húmedos, a menudo ribereños; se encuentra en toda la región y está muy extendido en África tropical. Tiene un tronco con la ramificación baja, a veces tortuosa, con una gran corona. A menudo se plantan como árboles de carretera para dar sombra.

## Usos
En África central el árbol es considerado sagrado y las reuniones religiosas pueden tener lugar en su sombra. La madera es ligera, blanca con el corazón marrón claro. No se valora comercialmente. Es utilizado como planta medicinal en algunas regiones.

## Taxonomía
Mitragyna inermis fue descrita por (Willd.) Kuntze y publicado en Revisio Generum Plantarum 1: 288, en el año 1891.
Sinonimia
- Adina inermis (Willd.) Roberty
- Cephalanthus africanus Rchb. ex DC.
- Mitragyna africana (Willd.) Korth.
- Nauclea africana Willd.
- Nauclea inermis (Willd.) Baill.
- Nauclea platanocarpa Hook.f.
- Platanocarpum africanum (Willd.) Hook.f.
- Stephegyne africana (Willd.) Walp.
- Uncaria inermis Willd. basónimo[3]